# Civilization III: Play the World
Civilization III: Play the World est un jeu vidéo 4X de stratégie au tour par tour développé par Firaxis sorti en 2002 sur PC (Windows). Il s'agit de la première extension de Civilization III ; elle apporte quelques nouveautés et un mode multijoueur.

## Nouveautés
Cette extension propose huit nouvelles civilisations, quelques nouveaux bâtiments (ex. : bourse), quelques nouvelles merveilles (ex. : Internet), quelques nouveaux aménagements du terrain (ex. : aéroport), quelques nouvelles unités (ex. : infanterie médiévale), des améliorations de l'interface de jeu et de l'éditeur de scénario, et un mode multijoueur.
| Civilisation | Qualités                    | Connaissances de départ               | Unité spéciale    | Dirigeant      | Capitale  |
| ------------ | --------------------------- | ------------------------------------- | ----------------- | -------------- | --------- |
| Arabie       | Religieuse, expansionniste  | Cérémonie funéraire, poterie          | Guerrier ansâr    | Abu Bakr       | La Mecque |
| Carthage     | Commerciale, industrieuse   | Alphabet, maçonnerie                  | Mercenaire numide | Hannibal       | Carthage  |
| Celtes       | Religieuse, militariste     | Cérémonie funéraire, code du guerrier | Épéiste gaulois   | Brennos        | Entremont |
| Corée        | Commerciale, scientifique   | Alphabet, travail du bronze           | Hwach'a           | Wang Kon       | Séoul     |
| Espagne      | Religieuse, commerciale     | Cérémonie funéraire, alphabet         | Conquistador      | Isabelle Ire   | Madrid    |
| Mongolie     | Militariste, expansionniste | Code du guerrier, maçonnerie          | Keshik            | Temujin        | Karakorum |
| Ottomans     | Industrieuse, scientifique  | Maçonnerie, travail du bronze         | Sipahi            | Osman 1er      | Istanbul  |
| Scandinavie  | Militariste, expansionniste | Code du guerrier, poterie             | Berserks          | Ragnar Lodbrok | Trondheim |

## Accueil
| Civilization III: Play the World |      |        |
| Média                            | Pays | Notes  |
| GameSpot                         | US   | 50 %   |
| IGN                              | US   | 84 %   |
| Jeuxvideo.com                    | FR   | 14/20  |
| PC Jeux                          | FR   | 60 %   |
| Compilations de notes            |      |        |
| Metacritic                       | US   | 61 %   |
| GameRankings                     | US   | 62,5 % |